# 1805 na literatura

## Nascimentos
| Data         | Nome                        | Profissão                                               | Nacionalidade | Observações | Ref         |
| ------------ | --------------------------- | ------------------------------------------------------- | ------------- | ----------- | ----------- |
| 26 de março  | António de Oliveira Marreca | economista, jornalista, escritor, professor e político  | Portugal      | m. 1889     |             |
| 2 de Abril   | Hans Christian Andersen     | escritor                                                | Dinamarca     | m. 1875     |             |
| 1 de outubro | Antónia Pusich              | poetisa, dramaturga, jornalista, pianista e compositora | Portugal      | m. 1833     | [ 1 ] [ 2 ] |

## Mortes
| Data      | Nome               | Profissão                        | Nacionalidade | Observações | Ref |
| --------- | ------------------ | -------------------------------- | ------------- | ----------- | --- |
| 9 de Maio | Friedrich Schiller | escritor, filósofo e historiador | Alemanha      | n. 1759     |     |